# Nickelodeon Kids’ Choice Awards 2000

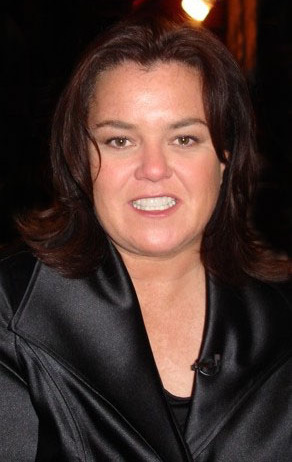
Moderatorin Rosie O’Donnell (2006)

Die Nickelodeon Kids’ Choice Awards 2000 (KCA) fanden am 15. April 2000 in der Hollywood Bowl, einer Freilichtbühne in Los Angeles, statt. Es war die 13. US-amerikanische Preisverleihung der Blimps. Dies sind orangefarbene, zeppelinförmige Trophäen mit dem Logo des Senders Nickelodeon, die in 25 Kategorien vergeben wurden. Darüber hinaus erhielt die Schauspielerin Rosie O’Donnell den goldenen Hall of Fame Award. Moderatorin der Verleihung war ebenfalls Rosie O’Donnell, die diese Aufgabe damit zum vierten Mal in Folge übernahm, nachdem sie bereits 1996 Whitney Houston in Einspielern assistierte. Als Co-Moderatoren agierten David Arquette, Frankie Muniz, LL Cool J und Mandy Moore.

## Live-Auftritte
Jennifer Lopez eröffnete die Veranstaltung mit dem Titel Feelin’ So Good. Jessica Simpson sang mit Nick Lachey den Titel Where You Are. Außerdem traten *NSYNC in einem Einspieler aus Orlando mit ihrem Hit Bye Bye Bye auf. Zuletzt beendeten die Goo Goo Dolls unter Feuerwerk mit ihren Songs Broadway und Slide die Sendung.

## Schleimduschen
Zur Belustigung erhalten jedes Jahr Prominente eine grüne Schleimdusche, die der Sender Nickelodeon als höchste Würdigung versteht dies. Diesmal war der Schauspieler Will Smith an der Reihe.

## Kategorien
In 25 Kategorien konnte im Vorfeld abgestimmt werden. Nicht zur Abstimmung stand der goldene Hall of Fame Award, der Rosie O’Donnell verliehen wurde. Dieser Preis wurde von 1991 bis 2000 einer prominenten Person verliehen, die berühmter als jede andere sei.
Die Gewinner sind fett angegeben.

### Fernsehen
| - All That - Das Leben und Ich - Eine himmlische Familie - Sabrina – Total Verhext! - Rugrats - CatDog - Die Simpsons - Pokémon - Ben Savage & Rider Strong – Das Leben und Ich - Gillian Anderson & David Duchovny – Akte X – Die unheimlichen Fälle des FBI - Jennifer Aniston & Courteney Cox & Lisa Kudrow – Friends - Sarah Michelle Gellar & David Boreanaz – Buffy – Im Bann der Dämonen | - Amanda Bynes – The Amanda Show - Brandy – Moesha - Melissa Joan Hart – Sabrina – Total Verhext! - Jennifer Love Hewitt – Party of Five - Kenan Thompson – All That - Drew Carey – Drew Carey Show - Jamie Foxx – The Jamie Foxx Show - Michael J. Fox – Chaos City |

### Film
| - Big Daddy - Austin Powers – Spion in geheimer Missionarsstellung - Pokémon – Der Film: Mewtu gegen Mew - Toy Story 2 - Melissa Joan Hart – Drive Me Crazy - Drew Barrymore – Ungeküsst - Julia Roberts – Notting Hill - Sandra Bullock – Auf die stürmische Art - Adam Sandler – Big Daddy - Mike Myers – Austin Powers – Spion in geheimer Missionarsstellung - Robin Williams – Der 200 Jahre Mann - Will Smith – Wild Wild West | - Rosie O’Donnell – Tarzan als Terk - Michael J. Fox – Stuart Little als Stuart Little - Tim Allen – Toy Story 2 als Buzz Lightyear - Tom Hanks – Toy Story 2 als Woody - Freddie Prinze junior & Rachael Leigh Cook – Eine wie keine - Heather Graham & Mike Myers – Austin Powers – Spion in geheimer Missionarsstellung - Julia Roberts & Hugh Grant – Notting Hill - Sandra Bullock & David Boreanaz – Auf die stürmische Art |

### Musik
| - Smash Mouth - Dixie Chicks - Sixpence None the Richer - Sugar Ray - Backstreet Boys - 98 Degrees - *NSYNC - TLC - Wild Wild West – Will Smith - All Star – Smash Mouth - Bug a Boo – Destiny’s Child - (You Drive Me) Crazy – Britney Spears - Wild Wild West – Will Smith – Wild Wild West - Beautiful Stranger – Madonna – Austin Powers – Spion in geheimer Missionarsstellung - Music of My Heart – Gloria Estefan feat. *NSYNC – Music of the Heart - Two Worlds – Phil Collins – Tarzan | - Britney Spears - Brandy - Christina Aguilera - Jennifer Lopez - Will Smith - Jordan Knight - Ricky Martin - Tyrese - Jennifer Lopez - Christina Aguilera - LFO - Lou Bega |

### Sport
| - Tara Lipinski - Lisa Leslie - Mia Hamm - Venus Williams - Shaquille O’Neal - Deion Sanders - Mark McGwire - Tiger Woods | - New York Yankees - Dallas Cowboys - Los Angeles Lakers - San Francisco 49ers - Cynthia Cooper - Chipper Jones - Kurt Warner - Tim Duncan |

### Andere
| - Pokémon - Donkey Kong 64 - Mario Party - Toy Story 2: Buzz Lightyear to the Rescue - Harry Potter – Joanne K. Rowling - Animorphs – Katherine Alice Applegate - Hühnersuppe für die Seele – Chicken Soup for the Soul – u. a. Jack Canfield - Star Wars: Episode I – Die dunkle Bedrohung – Star Wars: Episode I – The Phantom Menace (Buch zum Film) | - Salem Saberhagen – Sabrina – Total Verhext! - Happy – Eine himmlische Familie - Rowdy – 100 gute Hundetaten – 100 Deeds for Eddie McDowd - Stuart Little – Stuart Little - Mandy Moore - Frankie Muniz - Haley Joel Osment - Vince Carter |

#### Hall of Fame Award
- Rosie O’Donnell